# Nikołaj Koczetkow
Nikołaj Gieorgijewicz Koczetkow (ros. Николай Георгиевич Кочетков, ur. 12 sierpnia 1927 we wsi Olszanka w obwodzie saratowskim, zm. 2002 w Kemerowie) – radziecki górnik, brygadzista brygady górniczej w Kuźnieckim Zagłębiu Węglowym (Kuzbasie), Bohater Pracy Socjalistycznej (1965).

## Życiorys
Od 1944 pracował w kołchozie w rodzinnej wsi, od 1947 uczył się w szkole fabrycznej w Prokopjewsku, później pracował w kopalni trustu węglowego "Kirowugol" w Prokopjewsku. Od 1957 był członkiem KPZR i kierownikiem brygady; pod jego kierunkiem brygada osiągnęła rekordowe wyniki w wykopywaniu tuneli kopalnianych – w ciągu 31 dni 1172 metry. W 1969 został dyrektorem kopalni "Maneicha", a w latach 1974–1985 był dyrektorem kopalni im. Kalinina kombinatu "Prokopjewskugol" Ministerstwa Przemysłu Węglowego ZSRR, później był przewodniczącym obwodowego komitetu kontroli ludowej w Kemerowie. Od 8 kwietnia 1966 do 23 lutego 1981 zastępca członka KC KPZR. Delegat na Zjazdy KPZR od XXII do XXVI. Deputowany do Rady Najwyższej RFSRR 6 i 7 kadencji (1963–1971). W Kemerowie na domu, w którym mieszkał, umieszczono tablicę pamiątkową.

## Odznaczenia
- Medal Sierp i Młot Bohatera Pracy Socjalistycznej (15 października 1965)
- Order Lenina (15 października 1965)
- Order Rewolucji Październikowej
- Order Czerwonego Sztandaru Pracy

I medale.